# Cyclopsis tentacularis
Cyclopsis tentacularis är en fiskart som beskrevs av Popov, 1930. Cyclopsis tentacularis ingår i släktet Cyclopsis och familjen sjuryggsfiskar. Inga underarter finns listade i Catalogue of Life.